# Caso Lautsi

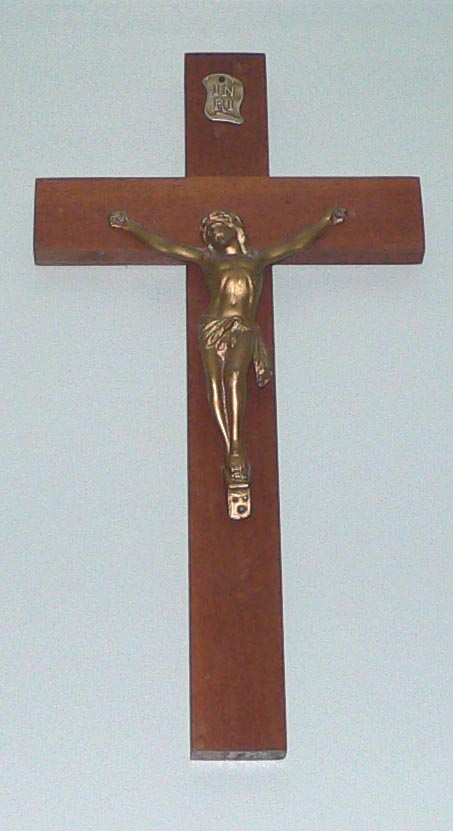
Crocifisso

Il caso Lautsi contro l'Italia riguarda gli aspetti giuridici di una controversia aperta tra la cittadina italiana di origini finlandesi Soile Tuulikki Lautsi e lo Stato italiano relativamente alla sua richiesta di rimozione del crocifisso dalle aule scolastiche italiane.
La causa arrivò fino alla Corte Europea dei diritti dell'Uomo, che in una prima sentenza del 3 novembre 2009 stabilì che l'esposizione del crocifisso nelle aule scolastiche è "una violazione del diritto dei genitori a educare i figli secondo le loro convinzioni e del diritto degli alunni alla libertà di religione" e condannò l'Italia a risarcire 5.000 euro alla ricorrente per danni morali.
La sentenza definitiva della corte europea del 18 marzo 2011 ha ribaltato la sentenza di primo grado. I giudici della Corte europea dei diritti dell'uomo hanno accettato la tesi in base alla quale non sussistono elementi che provino l'eventuale influenza sugli alunni dell'esposizione del crocifisso nella aule scolastiche. La decisione è stata approvata con 15 voti favorevoli e due contrari.

## Precedenti gradi di ricorso
Nel 2002, la signora Soile Tuulikki Lautsi, cittadina italiana di origini finlandesi, chiese al consiglio d'istituto della scuola media "Vittorino da Feltre" di Abano Terme (Provincia di Padova), frequentata dai figli, di rimuovere il crocifisso dalle aule. La richiesta fu rifiutata e la signora si rivolse al tribunale competente, cioè il TAR del Veneto. Quest'ultimo, nel 2004, notando come la questione non apparisse manifestamente infondata, decise di sollevare questione di legittimità costituzionale, sospendendo il giudizio e rimettendo gli atti alla Corte costituzionale.
La Corte Costituzionale, con l'ordinanza 389 del 2004, si dichiarò non idonea a discutere il caso, dichiarando la manifesta inammissibilità della questione di legittimità costituzionale, poiché "l'impugnazione delle indicate disposizioni del testo unico si appalesa dunque il frutto di un improprio trasferimento su disposizioni di rango legislativo di una questione di legittimità concernente le norme regolamentari richiamate: norme prive di forza di legge, sulle quali non può essere invocato un sindacato di legittimità costituzionale, né, conseguentemente, un intervento interpretativo di questa Corte". In altre parole, la Corte non entra nel merito della questione, ma si limita a dire che il Tar ha sbagliato a chiedere un pronunciamento di legittimità, perché non c'è una legge che imponga il crocifisso, ma una disposizione amministrativa ripresa da un regio decreto.
Il TAR del Veneto si pronunciò dunque nel 2005, rigettando il ricorso della signora Lautsi, sostenendo tra l'altro come "nell'attuale realtà sociale, il crocifisso debba essere considerato non solo come simbolo di un'evoluzione storica e culturale, e quindi dell'identità del nostro popolo, ma quale simbolo altresì di un sistema di valori di libertà, eguaglianza, dignità umana e tolleranza religiosa e quindi anche della laicità dello Stato, principi questi che innervano la nostra Carta costituzionale".
In seguito, il 13 aprile del 2006, anche il Consiglio di Stato risolse in favore dell'esposizione del crocifisso.

## La sentenza di 1º grado della Corte europea dei diritti dell'uomo
La sentenza fu pronunciata all'unanimità e stabilì le motivazioni di essa per la violazione dell'articolo 2 del Protocollo nº1 e l'articolo 9 della Convenzione. Nel comunicato stampa della Corte europea dei diritti dell'uomo successivo alla sentenza si legge:
Tutto questo, potrebbe essere incoraggiante per gli studenti religiosi, ma fastidioso per i ragazzi che praticano altre religioni, in particolare se appartengono a minoranze religiose, o che sono atei.
La Corte non è in grado di comprendere come l'esposizione, nelle classi delle scuole statali, di un simbolo che può essere ragionevolmente associato con il cattolicesimo, possa servire al pluralismo educativo che è essenziale per la conservazione di una società democratica così come è stata concepita dalla Convenzione europea dei diritti umani, un pluralismo che è riconosciuto dalla Corte costituzionale italiana.
L'esposizione obbligatoria di un simbolo di una data confessione in luoghi che sono utilizzati dalle autorità pubbliche, e specialmente in classe, limita il diritto dei genitori di educare i loro figli in conformità con le proprie convinzioni e il diritto dei bambini di credere o non credere.»
(Sentenza della Corte.)
Il Governo Berlusconi IV annunciò subito ricorso in appello. Alle critiche del governo si unirono, seppur in tono minore, quelle di parte dell'opposizione, inclusi Partito Democratico e Italia dei Valori. Sostegno alla sentenza di primo grado venne dai Radicali Italiani, da Sinistra e Libertà, dalla Federazione della Sinistra e dai Verdi.
Tra i gruppi religiosi, la sentenza è stata deplorata dalla Conferenza Episcopale Italiana e da Tarcisio Bertone, segretario di Stato del Vaticano. Al contrario, la reazione del mondo cristiano protestante in Italia (evangelici, valdesi, luterani e battisti) alla sentenza è stata sostanzialmente positiva, in nome della laicità e del principio di una netta separazione tra Chiesa e Stato.
Anche l'Unione delle comunità ebraiche italiane (UCEI) ha apprezzato la sentenza di 1º grado.
Le maggiori organizzazioni di credenti musulmani in Italia non hanno preso posizione sulla questione. Solo Adel Smith, presidente della piccola Unione musulmani d'Italia e già protagonista di ricorsi interni contro la presenza del crocifisso nei luoghi pubblici in passato, ha dichiarato che il governo italiano avrebbe dovuto aspettarsi la sentenza.
Le associazioni di atei e agnostici, tra cui l'UAAR, hanno salutato la sentenza di 1º grado come un grande successo per la laicità.

## La sentenza definitiva
La sentenza definitiva della Grande Chambre del 18 marzo 2011 ha ribaltato la sentenza di primo grado. I giudici della Corte europea dei diritti dell'uomo hanno accettato la tesi in base alla quale non sussistono elementi che provino l'eventuale influenza sugli alunni dell'esposizione del crocifisso nella aule scolastiche. La sentenza stabilisce che l'esposizione del crocifisso non costituisce violazione dei diritti di insegnamento e di educazione della prole garantiti dalla Corte europea dei diritti dell'uomo affermando che "nulla prova l'eventuale influenza che l'esposizione di un simbolo religioso sui muri delle aule scolastiche potrebbe avere sugli alunni; non è quindi ragionevolmente possibile affermare che essa ha o no un effetto su persone giovani le cui convinzioni sono in fase di formazione". La Corte, stabilito che in Italia la scuola Pubblica non impone, nella sostanza alcun tipo di indottrinamento religioso chiude definitivamente la questione stabilendo "che nel decidere di mantenere i crocifissi nelle aule della scuola pubblica frequentata dai figli della ricorrente" lo Stato italiano ha rispettato "il diritto dei genitori ad assicurare questa educazione e questo insegnamento in conformità alle loro convinzioni religiose e filosofiche". La decisione è stata approvata con 15 voti favorevoli e due contrari. La sentenza è definitiva per tutti i 47 stati membri.
La sentenza, in altre parole, è la dimostrazione del fatto che "per quanto riguarda la libertà religiosa è possibile individuarne un nucleo essenziale inattaccabile, mentre la sua applicazione agli svariati casi della vita non può che essere mutevole e sempre bisognosa di aggiustamenti". Invero, "l’esistenza di diritti universali può combinarsi certamente con una molteplicità di tentativi atti ad assicurarne la tutela. In altre parole, accettare l’idea che non ci sia un modello immutabile non significa negare il carattere di diritto universale della libertà religiosa, così come degli altri diritti umani".